# Showgirls
Showgirls är en amerikansk/fransk erotisk dramafilm från 1995 med Elizabeth Berkley i huvudrollen som Nomi Malone, en artist och dansare i Las Vegas. Filmen regisserades av Paul Verhoeven och manuset skrevs av Joe Eszterhas.
Filmen är känd för sina många erotiska inslag och fick väldigt dålig kritik när den gick upp på biograferna. Den vann sammanlagt sju Razzie Awards (den var nominerad till 13). Med tiden har den dock blivit något av en kultfilm. Den har dragit in över hundra miljoner dollar på hyrvideomarknaden. 
Filmen hade premiär i USA den 22 september 1995. 

## Handling
Nomi är en ung dagdrivare som kommer till Las Vegas för att slå sig fram som dansare.

## Om filmen

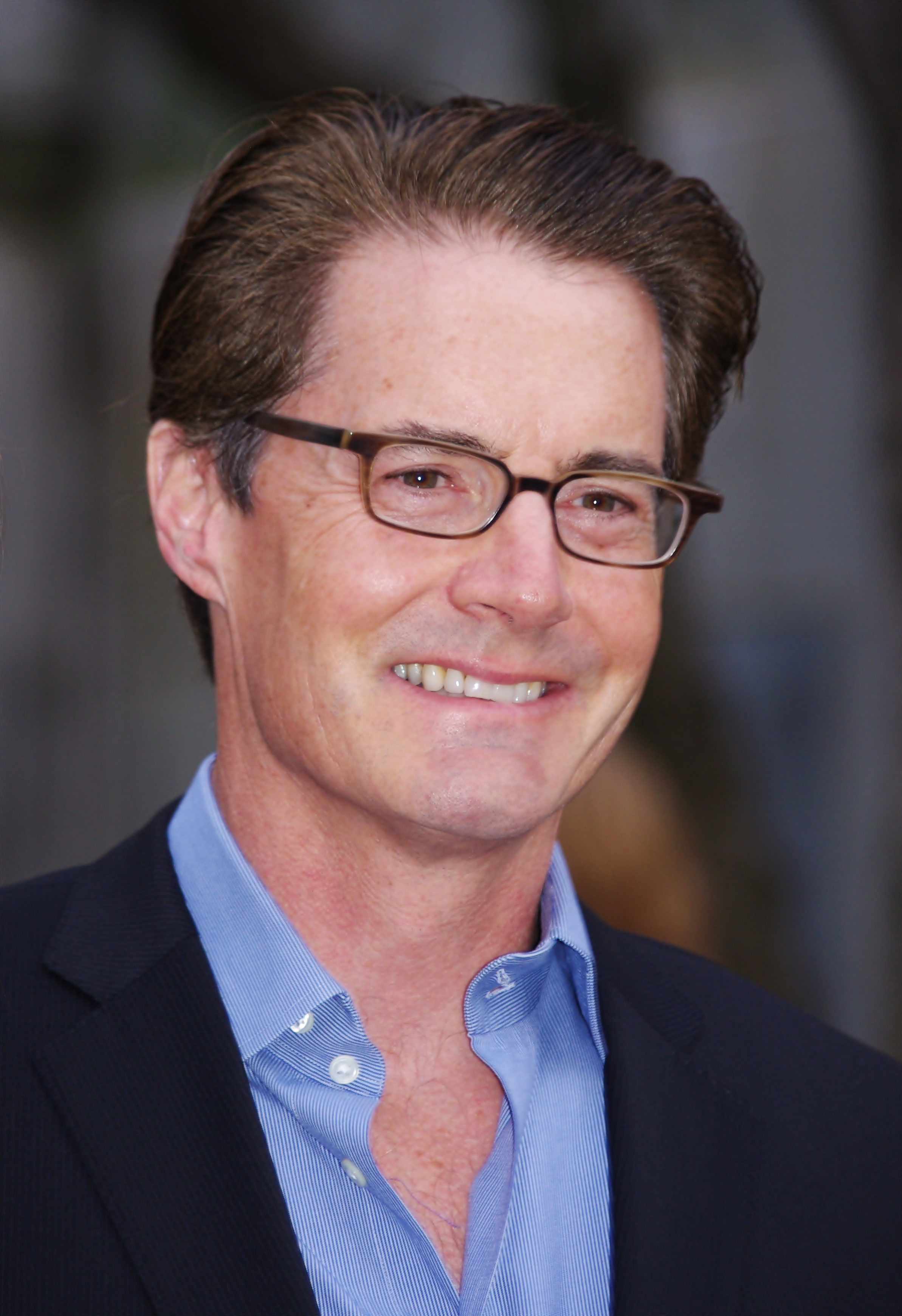
Kyle MacLachlan.

Skådespelaren Kyle MacLachlan som spelar Zack Carey i filmen, och som innan Showgirls hade synts i bland annat Dune (1984), Blue Velvet (1986), tv-serien Twin Peaks (1990–1991) och The Doors (1991), har i efterhand medgivit att han blev överraskad när han för första gången såg den slutgiltiga versionen av filmen. Han berättade för tidningen Metro i maj 2012 att alla inblandade hade gått in i arbetsprocessen med de bästa av intentioner.
| ”                                | Jag medverkade i den filmen med de bästa av intentioner. Paul Verhoeven och Joe Eszterhas var på toppen av sina karriärer och jag litade på att de skulle leverera någonting kontroversiellt och slagkraftigt. Det visade sig bli någonting helt annat. Det roliga är att den på ett oväntat sätt har hittat sin egen nisch. Folk är fortfarande roade av den. Jag minns upplevelsen och kan skratta åt filmen. Men vid den tidpunkten så kom den färdiga filmen som en överraskning. | „ |
| – Kyle MacLachlan om Showgirls., | |   |

## Rollista (i urval)
| Elizabeth Berkley | – Nomi Malone/Polly Ann Costello |
| Gina Gershon      | – Cristal Connors                |
| Kyle MacLachlan   | – Zack Carey                     |
| Glenn Plummer     | – James Smith                    |
| Robert Davi       | – Al Torres                      |
| Gina Ravera       | – Molly Abrams                   |
| Alan Rachins      | – Tony Moss                      |

## Filmmusik
Soundtrackalbumet till filmen innehåller följande låtar och artister:
1. I'm Afraid of Americans – David Bowie, Brian Eno
2. Animal – Prick
3. New Skin – Siouxsie & The Banshees
4. Wasted Time – My Life With the Thrill Kill Kult
5. Emergency's About to End – Possum Dixon
6. You Can Do It – No Doubt
7. Purely Sexuel – Xavier
8. Hollywood Babylon – Killing Joke
9. Beast Inside – Freaks of desire
10. Helen's Face – Scylla
11. Somebody New – My Life With the Thrill Kill Kult
12. Goddess – David A. Stewart
13. Walk Into the Wind – Andrew Carver